# Waldo's People
Waldo's People è un gruppo eurodance finlandese. La voce principale è Waldo, nome d'arte di Marko Reijonen.
Attivi dal 1998, nel 2009 hanno rappresentato la Finlandia all'Eurovision Song Contest con la canzone Lose Control.

## Discografia
- 1998 - Waldo's People
- 2000 - No Man's Land
- 2008 - Greatest Hits
- 2009 - Paranoid